# لوريكيت لازوردي
لوريكيت لازوردي (الاسم العلمي: Vini ultramarina)، هو نوع من الببغاء يتبع فصيلة ببغاوات العالم القديم، يستوطن في جزر ماركيساس. موائله الطبيعية هي غابات الأراضي المنخفضة الرطبة شبه الاستوائية أو الاستوائية، والغابات والمزارع الجبلية الرطبة شبه الاستوائية أو الاستوائية. وهو مهدد بشكل رئيسي من قبل الجرذ الأسود الدخيل وكذلك بسبب إزالة الغابات.